# Medinetz Dresden
Der Medinetz Dresden e. V. ist eine Menschenrechtsinitiative in Dresden, die anonym und kostenlos medizinische Hilfe für Flüchtlinge und Migranten ohne Aufenthaltsstatus vermittelt. Sie ist eines von rund 20 Medinetzen und -büros in Deutschland.

## Verein
Der Verein ist ein unabhängiges Netzwerk, das unter anderem aus Ärzten, Psychotherapeuten, Hebammen, Dolmetschern und Medizinstudenten besteht. Es ist aus der Dresdner Studentengruppe des Internationale Ärzte für die Verhütung des Atomkrieges, Ärzte in sozialer Verantwortung e. V. (IPPNW) hervorgegangen und wurde 2005 gegründet. Patienten ohne Papiere werden von den Medinetz-Mitgliedern an Ärzte, Krankenhäuser oder Hebammen vermittelt, welche sie ggf. kostenlos behandeln. Kostenintensivere Behandlungen wie Geburten oder Operationen (teil-)finanziert das Netzwerk auch über Spenden, die die Mitglieder selbst einwerben. Im Jahr 2007 und 2008 war der Verein beispielsweise Veranstalter eines Kleinkunstabends. Ein Teil der Einnahmen kam dabei der Initiative selbst zugute.
Der Verein schützt die Patienten vor Abschiebung, indem keine Behörden in den Behandlungsprozess eingebunden werden und somit die Übermittlungspflicht entfällt. Zu diesem Zweck arbeitet der Verein mit mehr als 70 niedergelassenen Ärzten und zwei Hebammen zusammen. Der Kontakt von Patient zu Medinetz Dresden erfolgt in der Regel über andere Initiativen, Flüchtlingsräte und den Ausländerrat. Die Vermittlung zu Ärzten erfolgt über eine wöchentliche Sprechstunde bzw. ein geschaltetes Bereitschaftstelefon. Mitglieder des Vereins organisieren auch Dolmetscher für die Patienten und begleiten zum Arzttermin.
Im Jahr 2009 stellte der Radeburger NPD-Stadtrat Simon Richter einen Strafantrag gegen Medinetz Dresden wegen „Beihilfe zum illegalen Aufenthalt“. Medinetz Dresden war 2010 Träger der Ausstellung Kein Mensch ist illegal, in der Bilder „das Alltagsleben von Menschen ohne amtliche Papiere in Deutschland“ zeigten.
Gegenwärtig (2016) hat Medinetz Dresden rund 10 aktive Mitglieder, vorwiegend Medizinstudenten, einige Ärzte sowie eine Juristin.

## Auszeichnungen
Der Verein wurde 2009 unter 55 Bewerbern mit dem Sächsischen Förderpreis für Demokratie ausgezeichnet, der mit 15.000 Euro dotiert ist. In der Jurybegründung hieß es, dass „der selbstlose Einsatz zur Linderung der Notlagen von Flüchtlingen und Einwanderern ohne Papiere […] bewundernswert [sei]“.
Ein Vertreter des Vereins erhielt 2011 die mit 5000 Euro dotierte Reader’s-Digest-Auszeichnung „Ehrenamt des Jahres“, ein weiterer wurde im selben Jahr zu einem der „Dresdner des Jahres“ gewählt.